# Niveotectura funiculata
Niveotectura funiculata is een slakkensoort uit de familie van de Acmaeidae. De wetenschappelijke naam van de soort is voor het eerst geldig gepubliceerd in 1864 door Carpenter.